# 강원특별자치도환동해본부
강원특별자치도환동해본부(江原特別自治道環東海本部)는 강릉시, 동해시, 속초시, 삼척시, 고성군과 양양군을 관할하는 강원특별자치도청 산하의 출장소이다.
본부장은 지방부이사관으로 보한다.

## 연혁
1964년 2월 19일 강원도 수산사무소로 설치되었다가, 1967년 4월 22일 강원도 동해출장소로 이름을 바꾸었다. 이후 1998년 9월 9일 강원도 해양수산출장소로 이름을 바꾸었다가 2001년 3월 3일 강원도 환동해출장소로 이름을 바꾸었다. 2012년 7월 20일 강원도 환동해본부로 승격되었다. 2023년 6월 11일 강원특별자치도가 설치되어 강원특별자치도환동해본부로 이름을 바꾸었다.

## 조직
본부장
- 기획총괄과
- 수산정책과
- 어업진흥과
- 해양항만과